# 克里斯特爾鎮區 (密歇根州奧希阿納縣)
克里斯特爾鎮區（英語：Crystal Township）是位於美國密歇根州奧希阿納縣的一個行政鎮區。

## 地方資料
克里斯特爾鎮區的面積為93.30平方千米，當中陸地面積為93.30平方千米，而水域面積為0.00平方千米。根據2020年美國人口普查的數據，當地共有人口681人，而人口密度為每平方千米7.3人。